# غاستون فيرون
غاستون فيرون (بالإسبانية: Gastón Verón)‏ هو لاعب كرة قدم أرجنتيني، ولد في 23 أبريل 2001 في Puerto Vilelas ‏ في الأرجنتين. لعب مع أرجنتينوس جونيورز.

## وصلات خارجية
- غاستون فيرون على موقع قاعدة بيانات كرة القدم.إي يو (الإنجليزية)
- غاستون فيرون على موقع Soccerway.com (الإنجليزية)